# Type-Moon
Type-Moon ist ein japanischer Spieleentwickler von Erogē-Visual-Novels (erotischen, interaktiven Romanen) begründet von dem Autor Kinoko Nasu und dem Illustrator Takashi Takeuchi.
Ursprünglich war Type-Moon ein Dōjin Circle (Fanzirkel) von Nasu und Takeuchi. Nach dem großen kommerziellen Erfolg ihrer Werke Tsukihime, das als Dōjin Game gar eine Anime-Umsetzung erhielt, und Melty Blood gründeten sie 2003 aus dem Zirkel das Unternehmen Y.K. Notes (有限会社ノーツ, Yūgen-gaisha Nōtsu), das nach Nasus Kurzgeschichte Notes., aus der auch der Name Type-Moon stammt, benannt wurde und dessen Leiter Takeuchi ist. Type-Moon ist seitdem die Marke unter dem dieses Unternehmen auftritt. Ein weiteres bekanntes Werk ist Fate/stay night.

## Geschichte
Type-Moon wurde von dem Illustrator Takashi Takeuchi und dem Schreiber Kinoko Nasu gegründet, dessen erstes größeres Projekt der Roman Kara no Kyōkai war. Er wurde zum ersten Mal im Oktober 1998 im Internet veröffentlicht und dann in den Jahren 2004 und 2007 beim Verlag Kodansha als Buch aufgelegt. Im Dezember 2000 veröffentlichte Type-Moon den Erogē-Visual-Novel Tsukihime für PC auf der Comiket, die sich allein durch Mundpropaganda mehr als 100.000-mal verkaufte. Dieses Spiel wurde, sehr selten für Fanproduktionen, im Jahre 2003 als Anime-Serie Shingetsutan Tsukihime durch J.C.Staff adaptiert, auf dem basierend 2004 auch eine Manga-Serie folgte.
Im Januar 2001 veröffentlichte Type-Moon die sogenannte Plus-Disk, eine Erweiterung für Tsukihime, die drei Nebengeschichten einführt, zusammen mit Multimediainhalten. Im August 2001 folgte die Fortsetzung von Tsukihime, Kagetsu Tōya. Im April 2003 wurde eine Box mit dem Namen Tsuki-Bako veröffentlicht, die drei CDs enthielt: Tsukihime, Plus+Disk (eine erweiterte Fassung der Plus-Disc) und Kagetsu Tōya, sowie ein Remix-Soundtrack für beide Spiele.
Im Dezember 2002 veröffentlichte Type-Moon in Zusammenarbeit mit dem auf Kampfspiele spezialisierten Dōjin Circle Watanabe Seisakusho (ab 2003 French-Bread) die das Kampfspiel mit Visual-Novel-Elementen Melty Blood, welches auf dem Tsukihime-Universum basiert. Im Mai 2004 folgte das Erweiterungspack Melty Blood: ReACT. Ein Patch-Update mit dem Namen Melty Blood: ReACT Final Tuned wurde als Gratisdownload angeboten. Ebenfalls ungewöhnlich für Dōjin Games erhielt das Spiel Portierungen durch Ecole Software erst im März 2005 für die Arcade-Maschine Sega NAOMI und dann im August 2006 für die PlayStation 2.
Type-Moon wurde 2003 dann von einem Dōjin Circle zu einem kommerziellen Unternehmen namens Notes, deren erstes kommerzielles/professionelles Computerspiel am 30. Januar 2004 der Erogē-Visual-Novel Fate/stay night war. Das Spiel wurde am 26. Dezember 2005 im Magazin Shōnen Ace als Manga-Reihe adaptiert, die noch bis heute läuft (Stand: März 2011), 2006 als 24-teilige Anime-Serie und am 23. Januar 2010 als Kinofilm Fate/stay night Unlimited Blade Works. Eine Fortsetzung zu Fate/stay night namens Fate/hollow ataraxia wurde am 28. Oktober 2005 veröffentlicht. Im Mai 2007 folgte eine Portierung von Fate/stay night auf die PlayStation 2.
Auf der 72. Comiket im Jahre 2007 veröffentlichten sie die All Around TYPE-MOON drama CD.

## Werke
Type-Moon hat folgendes entwickelt und produziert:

### Romane
- Kara no Kyōkai, Roman, zum ersten Mal im Oktober 1998 veröffentlicht, dann neu aufgelegt im Jahre 2004 und 2007.

### Tsukihime
- Tsukihime, Erogē-Visual-Novel, zum ersten Mal im Dezember 2000 für den Computer veröffentlicht.
- Tsukihime Plus-Disc, veröffentlicht im Januar 2001.
- Kagetsu Tōya, Tsukihime-Nachfolger für den Computer, veröffentlicht im August 2001.
- Tsukibako, eine Spezialedition, die drei CDs enthält; Tsukihime, Plus+Disc und Kagetsu Tōya, sowie ein Remix-Soundtrack für beide Spiele, veröffentlicht im April 2003.
- Tsukihime, ein Remake des Originalspiels.

### Fate/
- Fate/stay night, Erogē-Visual-Novel für den Computer, veröffentlicht am 30. Januar 2004. Eine DVD Version wurde am 29. März 2006 veröffentlicht. Eine PS2-Version wurde ohne die Erogē-Inhalte unter dem Titel Fate/stay night Réalta Nua im Jahre 2007 veröffentlicht.
- Fate/hollow ataraxia, Fortsetzung zu Fate/stay night für den Computer, veröffentlicht am 28. Oktober 2005.
- Fate/Zero, Prequel als Light Novel, veröffentlicht am 12. Dezember 2006. In Zusammenarbeit mit Nitroplus.
- Fate/tiger colosseum, 3D-Kampfspiel für PlayStation Portable (PSP), veröffentlicht am 13. September 2007. Veröffentlicht von Capcom und Cavia.
- Fate/Strange Fake, ist eine Novel- und Mangaserie von Ryōgo Narita aus dem Jahr 2008.
- Fate/Unlimited Codes, Arcade-Spiel-, PS2- und PSP-3D-Kampfspiel, veröffentlicht im Oktober 2008 (PSP-Version 2009), entwickelt von 8ing/Raizing und Cavia, veröffentlicht von Capcom.
- Fate/Extra, ein RPG für die PlayStation Portable, veröffentlicht im März 2010.
- Fate/Prototype, die ursprüngliche original Fassung von Fate/stay night als eine einfolgige OVA, erschienen am 31. Dezember 2011.
- Fate/Apocrypha, eine alternative Geschichte in einer parallelen Welt zu Fate/Stay Night, erschien als Light Novel am 29. Dezember 2012.
- Fate/Extra CCC, Sequel zu dem Fate/Extra RPG, erschienen am 28. März 2013.
- Fate/Grand Order, rundenbasiertes Smartphone RPG, welches am 29. Juli 2015 in Japan veröffentlicht wurde
- Fate/Extella: The Umbral Star, ein Videospiel, welches zwischen Fate/Extra und Fate/Extra CCC spielt, veröffentlicht am 10. November 2016
- Fate/Grand Order: First Order, ein TV-Special zu dem Smartphone RPG, veröffentlicht am 31. Dezember 2016

### Melty Blood
- Melty Blood, Kampfspiel für den Computer, in Zusammenarbeit mit Watanabe Seisakusho/French-Bread, veröffentlicht im Dezember 2002.
- Melty Blood ReACT, Erweiterungspack für Melty Blood, veröffentlicht im Mai 2004.
- Melty Blood ReACT Final Tuned, Update-Patch für Melty Blood ReACT, veröffentlicht als Gratisdownload.
- Melty Blood: Act Cadenza, Arcade-Portierung von Melty Blood, veröffentlicht im Jahre 2006 für die PlayStation 2.
- Melty Blood: Act Cadenza Version B, neue Version von Act Cadenza, veröffentlicht am 27. Juli 2007.
- Melty Blood: Actress Again, aktuelle Spielversion A.

### Mahōtsukai no Yoru
- Mahōtsukai no Yoru mit dem englischen Untertitel Witch on the Holy Night ist eine jugendfreie Visual Novel im Tsukihime-Universum mit Grafiken von Hirokazu Koyama, deren Handlung ursprünglich vor Tsukihime geschrieben wurde. Dieses Spiel wurde am 12. April 2012 veröffentlicht.

### Girl’s Work
- Girl’s Work, wurde 2008 ursprünglich als jugendfreie Visual Novel angekündigt, dann jedoch eingestellt und als Anime-Serie erneut angekündigt. Das Szenario soll vom ehemaligen Liarsoft-Angestellten Hoshizora Meteo stammen.

### Andere Werke
- 428: Fūsasareta Shibuya de – Nasu schrieb ein Bonusszenario für das Spiel, während Takashi Takeuchi die Charakterdesigns entwarf. Das Szenario wurde dann als Anime Canaan adaptiert.[2]